# José Gasch
José Gasch o Joseph Gasch (Alcora, 14 de febrero de 1653-Palermo, 11 de junio de 1729) fue un religioso católico español, miembro de la Orden de los Mínimos.

## Biografía
Estudió retórica y gramática en Vinaroz con el sacerdote Joseph Estellér y permaneció después un tiempo en la misma localidad como preceptor de los hijos de Rafael de La Cruz, un noble local. Estudió Filosofía en la Universidad de Valencia e ingresó en la Orden de los Mínimos en el Convento de San Sebastián de Valencia, profesando el 23 de abril de 1671. Después marchó a Jávea como vicario corrector del Convento de la Victoria. A su regreso al convento de San Sebastián fue maestro de novicios y lector de Teología. En 1685 acompañó, en calidad de custodio, al provincial de su orden en Valencia en su viaje a Marsella con ocasión de celebrarse allí el capítulo general.. Fue elegido principal de su orden en Valencia en 1686 y asistente del general de la orden, Bernardino de Fuscaldo, en 1690, trasladándose a vivir a Roma tras un azaroso viaje en el que, por dos veces, el barco en que viajaba de Alicante a Génova fue asaltado por corsarios. Alcanzó el generalato de la orden durante el capítulo celebrado en Valencia en 1697 e inició entonces un recorrido visitando los conventos e instituciones de los mínimos por Italia —Nápoles, Palermo, Milán ...—, Francia y, finalmente, España..
Aunque durante su estancia en Italia estuvo a punto de ser nombrado obispo de Orihuela por Carlos II, la muerte del rey le impidió alcanzar el cargo. En 1703, concluido el generalato en la orden y mientras esta se encontraba reunida en Marsella, Felipe V le propuso ante el papa Clemente XI para ocupar el arzobispado de Palermo, a lo que este accedió consagrándolo en diciembre de ese mismo año. Antes de trasladarse a Palermo, José Gasch cedió todos sus bienes en favor del convento de San Sebastián al que había pertenecido. Tomó posesión del cargo en enero de 1704 y permaneció en el mismo durante veinticinco años. En este tiempo presidió la coronación de Víctor Amadeo II de Saboya en Palermo como rey de Sicilia, en cumplimiento del Tratado de Utrecht, no sin que se viera envuelto en los conflictos derivados del final de la Guerra de Sucesión Española, entre ellos las desavenencias del papado con Víctor Amadeo II que llegaron a perturbar su relación con Clemente XI hasta que las desavenencias se zanjaron tras un viaje de Gasch a Roma.
José Gasch falleció el 11 de junio de 1729 y está enterrado en un sepulcro situado en la capilla de san Francisco de Paula erigida en su honor en la Catedral de Palermo.